# ティエリー・ヴォワザン
ティエリー・ヴォワザン（Thierry Voisin、1964年 - ）は、フランス共和国アンドル＝エ＝ロワール県トゥール出身の料理人。帝国ホテル東京レ・セゾンのシェフ。

## 経歴
15歳で料理人のアプランティ(見習い)をスタート。シャトー・ダルティニ(Château d'Artigny)、ジャン・ポール・デュケノワ(Jean-Paul-Duquesnoy)を経て、ボワイエ・レ・クレイエール(Boyer Les Crayères、現Les Crayères、Hôtel-Château des Crayères)で1989年スーシェフ、1995年シェフを歴任、9年間ミシュラン・ガイド(Guide Michelin)3つ星を守る。
2005年帝国ホテル東京レ・セゾンのシェフに就任。

## 受賞歴
2011年農事功労賞(Ordre du Mérite agricole)シュヴァリエ、2014年農事功労賞オフィシエ受賞。

## 著作
「帝国ホテル レ セゾンの季節の食材とフランス料理: ティエリー・ヴォワザンの料理哲学とその仕事」(ティエリー・ヴォワザン(著), 誠文堂新光社, 2017年4月10日, ISBN 4416616058, ISBN 978-4416616055)

## 関連作品
- NHK BS1スペシャル「人生は旅だ 料理も旅だ　～三ツ星シェフが見つけた日本～」(2018年11月17日)
- NHK BS1スペシャル「人生は旅だ 料理も旅だII　～三ツ星シェフ 日本のコメに挑む～」(2020年6月18日)